# No. 6
No. 6 – cykl powieści dystopijnych dla młodzieży autorstwa Atsuko Asano, wydawany przez wydawnictwo Kōdansha w latach 2003–2011. Na podstawie książek powstała również shōjo-manga z rysunkami Hinoki Kino, która ukazywała się na łamach „Aria” od marca 2011 do grudnia 2013, a także 11-odcinkowy serial anime wyprodukowany przez studio Bones.
Po zakończeniu serii Asano napisała dodatkowy tom zatytułowany No. 6 beyond, który ukazał się w 2012 roku.

## Fabuła
Akcja dzieje się w pozornie idealnym mieście o nazwie No.6. W dniu swoich dwunastych urodzin, Shion, inteligentny chłopiec, który dorastał w bardzo dobrym środowisku, daje schronienie uciekinierowi, który przedstawia się jako Nezumi (dosł. "Mysz" lub "Szczur", w przypadku Nezumiego, w 5. tomie powieści zostało wyjaśnione, że jego imię tłumaczymy jako "Mysz"). Poszukiwany przez władze miasta chłopak spędza deszczową noc w pokoju Shiona, lecz rano znika, nie zostawiając żadnej wiadomości. Cztery lata później, Shion, podczas pracy, styka się z dwiema dziwnymi śmierciami, które są spowodowane pasożytniczym owadem w rodzaju osy. Chłopak zostaje aresztowany i posądzony o zarzucanie władzy zatajanie informacji. Z pomocą przychodzi mu Nezumi, który zabiera Shiona do swojej kryjówki.

## Bohaterowie
Shion (jap. シオン)
Seiyū: Yūki Kaji 
Shion (jap. 紫苑(シオン) - łac. aster tataricus) to inteligentny, uporządkowany chłopak, który w przyszłości miał przystąpić do specjalnego programu nauczania dla wybitnych uczniów specjalizujących się w dziedzinie ekologii. Jednakże jego przeznaczenie zmieniło się przez znaczące spotkanie z Nezumim. Mimo iż Shion wiedział, że chłopiec ten jest poszukiwanym przestępcą, opatrzył jego ranę postrzałową, nakarmił go i pozwolił mu spędzić noc w jego pokoju. Nezumi zniknął jednak następnego dnia.
Podczas policyjnego śledztwa Shion został osądzony o umyślne ukrywanie przestępcy, dlatego odebrano mu status elity (jako iż żyli w społeczeństwie opartym na kastach). Shion wraz z matką byli zmuszeni do opuszczenia domu przeznaczonego dla elity w Chronosie i wprowadzenia się do mieszkania w Utraconym Mieście. Shionowi odebrano również szansę przystąpienia do specjalnego programu nauczania.
Cztery lata później Shion, już jako szesnastolatek, pracuje dla Zarządu Parku No.6, gdzie jego zadaniem jest pilnowanie robotów sprzątających. Pewnego dnia Shion i jego współpracownik zauważają w parku martwego starca. Gdy sprawa nie zostaje ujawniona w wiadomościach, a ów starzec w momencie śmierci był 31-letnim mężczyzną, Shion zaczyna podejrzewać rząd o zatajanie informacji. Później Shion staje się świadkiem tego, jak jego współpracownik starzeje się na jego oczach i umiera, po czym z jego szyi wykluwa się osa. Shion zostaje aresztowany jako podejrzany o morderstwo współpracownika. Gdy Shion jest wieziony samochodem przez przedstawicieli Zakładu Karnego z pomocą przychodzi mu Nezumi. Razem uciekają do Zachodniego Bloku - slumsów poza miastem - gdzie Shion poznaje prawdę o No.6 i realnym życiu.
Nezumi (jap. ネズミ)
Seiyū: Yoshimasa Hosoya 
Nezumi (jap. ネズミ - tłumaczone jako "mysz" albo "szczur") to inteligentny, cyniczny chłopak w wieku około szesnastu lat mający za sobą tajemniczą przeszłość.
Cztery lata temu, podczas desperackiej ucieczki przed policją No.6, dostrzegł otwarte okno w jednym z domów w mieście - uznał to jako swoją szansę. Zakradł się do środka. Natrafił tam na Shiona, chłopaka w przybliżonym do niego wieku. Nezumi starał się być groźny, by zastraszyć chłopaka. Jednak, ku jego zaskoczeniu, chłopiec nie okazywał lęku. Zaproponował nawet opatrzenie Nezumiemu rany postrzałowej (którą zadali mu policjanci). Nezumi, zauważywszy, że Shion nie zrobiłby mu krzywdy, pozwolił mu się opatrzyć. Był zaskoczony tym, że Shion bezinteresownie zaoferował mu pomoc - opatrzył go, nakarmił i pozwolił spędzić noc w swoim pokoju. Nezumi, nie zwlekając, kontynuował ucieczkę przed policją, gdy Shion poszedł spać.
Gdy szesnastoletni Nezumi dowiaduje się o tym, że Shion ma zostać odesłany do Zakładu Karnego idzie mu na ratunek. Od tamtego czasu pozwala Shionowi na mieszkanie z nim w jego kryjówce w Zachodnim Bloku. Nezumi dawniej był samotnikiem lubującym się w klasykach literatury (często cytował takie dzieła jak np. "Makbet" i "Faust"), jednakże odkąd zaczął przebywać z Shionem zaczął się stopniowo zmieniać.